# Корсунський замок
Корсунський замок — фортифікаційна споруда у місті Корсунь (нині — Корсунь-Шевченківський, Черкаська область)

## Історія
Збудований у 1650-х за наказом гетьмана Богдана Хмельницького.
За люстрацією 1765 року був у формі квадрату з 4-ма вежами по кутах, оточений ровом, валом та дубовим палісадом, до замку вів розвідний міст, в кінці мосту була брама зі стрільницями та з приміщеннями для козаків. Над Брамою було літнє житлове помешкання. Брама була наново зведена в 1765 р. за старости Яблоновського (збереглась донині).
Всередині замку стояв будинок, у якому проживав губернатор, стайня, возовня, будинок для козаків, пекарня, кухня, старого забудування. Посередині була дворівнева вежа з бійницями, в якій мешкали козаки. Біля неї знаходилася, частково зруйнована студня.
| замок | Це незавершена стаття про замок чи фортецю. Ви можете допомогти проєкту, виправивши або дописавши її. |